# Sarinda pretiosa
Sarinda pretiosa là một loài nhện trong họ Salticidae.
Loài này thuộc chi Sarinda. Sarinda pretiosa được Richard C. Banks miêu tả năm 1909.